# Portalen
Portalen (norwegisch für Portal, Durchgang) ist ein Gebirgspass im ostantarktischen Königin-Maud-Land. Er liegt zwischen dem Zeugenberg Domen und dem Gebirgszug Pilarryggen im Borg-Massiv.
Norwegische Kartografen gaben dem Pass seinen Namen und kartierten ihn anhand von Vermessungen und Luftaufnahmen der Norwegisch-Britisch-Schwedischen Antarktisexpedition (1949–1952).